# フットサルのポジション

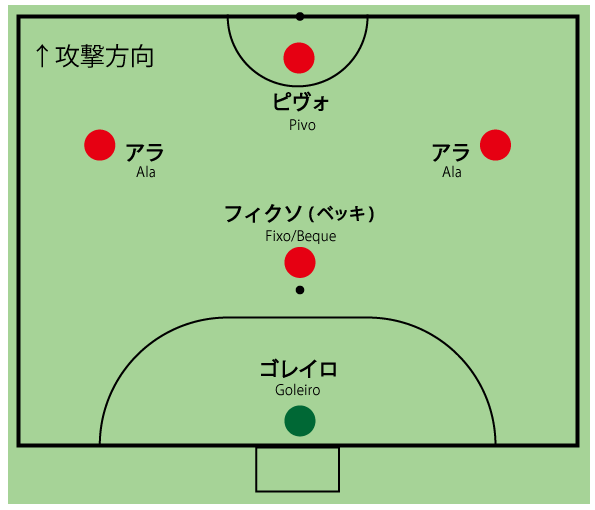
基本的なフットサルのポジション

フットサルのポジションについて記す。ここではフットサルにおける5人のプレーヤーの配置、およびその役割について記す。

## 概要
フットサルのポジションは、大きくフィールドプレーヤー (FP) とゴールキーパー (GK) に分けられるが、正式にはゴレイロ、フィクソ、アラ、ピヴォの4つに分けられる。ポジション名はそれぞれポルトガル語である。
ゴレイロ (Goleiro、Portero、Portiere、Goalkeeper)
ポルトガル語で「ゴールキーパー」という意味で、サッカーで言うところのゴールキーパーに当たる。スペイン語では「ポルテロ」と呼び、ポルトガル語の女性名詞として「ゴレイラ」があるが、どちらも日本では一般的には使われない。至近距離のシュートを防ぐ反射神経やゴールエリアを飛び出して得点を防ぐ判断力が必要で、スローイングの正確性も求められる。ミドルシュートを打ったり、5人全員で攻撃するパワープレー時にボール回しに参加することもある。
フィクソ (Fixo、Cierre、Difensore、Defender)
ポルトガル語で「固定した、揺るぎない」という意味で、サッカーで言うところのディフェンダーに当たる。ベッキ(Beque)と言う場合もある。守備力が必要なのはもちろん、攻撃時にはパス回しの中心としてチャンスメイクを担う。
アラ (Ala、Ala、Esterno、Winger)
ポルトガル語で「サイド」という意味で、サッカーで言うところのミッドフィールダーに当たる。試合中にもっともボールタッチが多いポジションで、シュートを打つ機会も多い。
ピヴォ (Pivô、Pívot、Pivot、Pivot、Forward)
ポルトガル語で「軸、中心」という意味で、サッカーで言うところのフォワードに当たる。ディフェンスを背負ってボールを受け、攻撃の起点となる役目。